# Anri Dzjochadze
Anri Dzjochadze (Georgisch: ანრი ჯოხაძე) (Tbilisi, 6 november 1980) is een Georgisch zanger.

## Biografie
Dzjochadze nam op 19 februari 2012 deel aan de Georgische nationale preselectie voor het Eurovisiesongfestival. Met het nummer I'm a joker wist hij die te winnen, waardoor hij zijn vaderland mocht vertegenwoordigen op het Eurovisiesongfestival 2012, dat werd gehouden in de Azerbeidzjaanse hoofdstad Bakoe. Hij strandde in de halve finale op de veertiende plaats.
In 2008 was hij ook al te zien op het Eurovisiesongfestival, als een van de achtergrondzangers van Diana Goertskaja. Zij behaalde in de finale een elfde plaats.
2007: Sopho Chalvasji · 
2008: Diana Goertskaja · 
2010: Sopho Nizjaradze · 
2011: Eldrine · 
2012: Anri Dzjochadze · 
2013: Sopho Gelovani & Nodiko Tatisjvili · 
2014: The Shin & Mariko Ebralidze · 
2015: Nina Sublatti · 
2016: Nika Kocharov & Young Georgian Lolitaz · 
2017: Tako Gatsjetsjiladze · 
2018: Ethno-Jazz Band Iriao · 
2019: Oto Nemsadze · 
2021: Tornike Kipiani · 
2022: Circus Mircus · 
2023: Iru Chetsjanovi · 
2024: Noetsa Boezaladze · 
2025: Mariam Sjengelia
- Gemeinsame Normdatei: 1179789512
- International Standard Name Identifier: 0000 0004 6158 8143
- MusicBrainz: 923aed6d-3d6a-4204-936c-a24f50bbce0c
- Virtual International Authority File: 8303155226729184490002